# تیناکویلو
تیناکویلو (به اسپانیایی: Tinaquillo) یک شهر در ونزوئلا است که در Tinaquillo واقع شده‌است. تیناکویلو ۴۲۰ متر بالاتر از سطح دریا واقع شده‌است.